# Историја Замбије
Историја Замбије је доживела многе фазе од колонизације до независности од Британије 24. октобра 1964. године. Северна Родезија је постала британска сфера утицаја у данашњем региону Замбије 1888. године, а званично је проглашена британским протекторатом 1924. године. Након много година предложених спајања, Јужна Родезија, Северна Родезија и Њасаленд су спојени у Британску федерацију Родезије и Њасаленда.
1960. године, британски премијер Харолд Макмилан је изјавио да се период колонијалне владавине у Африци завршава. Коначно, у децембру 1963. федерација је распуштена, а Република Замбија је формирана од Северне Родезије 24. октобра 1964.

## Историја

### Праисторијско доба
Археолошка ископавања у долини реке Замбези и око водопада Каламбо открила су низ људских култура. Конкретно, древни алати у близини водопада Каламбо датирани су радиоактивним угљеником до пре више од 36.000 година.
Остаци фосилне лобање Homo rhodesiensis-а, датирани између 300.000 и 125.000 година пре нове ере, даље показују да су то подручје насељавали рани људи.

### Којсанци и Батва народи
Познато је да је подручје модерне Замбије било насељено народима Којсан и Батва (или Тва) све до око 300. године нове ере, када су мигрирајући Банту почели да се насељавају око ових подручја. Верује се да су групе народа Којсан настале у источној Африци и да су се прошириле на југ пре око 150.000 година. Људи Тва су били подељени у две групе: Кафве Тва су живели око плавног подручја Кафуе, док су други, Луканга Тва, живели око мочваре Луканга. Многе древне уметности сликања на стенама у Замбији као што су слике на стенама Мвела, пећине Мумбва и Начикуфу приписују се овим раним групама ловаца-сакупљача.

### Банту (Абанту)
Банту народ или Абанту (што значи народ) је огромна и разнолика етнолингвистичка група која чини већину људи у великом делу источне, јужне и централне Африке. Због локације Замбије на раскрсници централне Африке, јужне Африке и афричких Великих језера, историја народа који чине модерне Замбијце је историја ова три региона.
Многи историјски догађаји у ова три региона десили су се истовремено. Рана историја народа модерне Замбије изведена је из усмених записа, археологије и писаних записа углавном не-Африканаца.

#### Банту порекло
Народ Банту је првобитно живео у западној/централној Африци око данашњег Камеруна/Нигерије. Пре око 4000 до 3000 година, започели су миленијумску експанзију на већи део континента. Овај догађај је назван Банту експанзија, што је била једна од највећих људских миграција у историји. Верује се да су Банту били први који су донели технологију обраде гвожђа у велике делове Африке. Банту експанзија се догодила углавном кроз два пута: један је био западни преко слива реке Конго, а други је био источни преко афричких Великих језера.

#### Прво насеље Банту
Први Банту народ који је стигао у Замбију дошао је источним путем преко афричких Великих језера.
Стигли су око 1. миленијума нове ере. Међу њима су били народ Тонга и Ба-Ила и друге сродне групе које су се населиле око јужне Замбије у близини Зимбабвеа. Према усменим записима Ба-Тонга, верује се да су дошли са истока близу "великог мора".
Касније су им се придружили Ба-Тумбука који су се населили око источне Замбије и Малавија.
Први Банту људи живели су у великим селима. Никада нису имали организовану јединицу под старешином, радили су као заједница и помагали једни другима у доба припреме поља за усеве. Заједнице су се често кретале како се тло исцрпљивало због примене технике сагоревања усева. Такође су држали велика стада стоке.
Прве Банту заједнице у Замбији биле су изузетно само-довољне. Многе групе људи које су их среле биле су веома импресиониране овом само-довољношћу. Рани европски мисионари који су се населили у јужној Замбији такође су приметили изузетну независност ових Банту друштава, један од ових мисионара је приметио:
„Ако је потребно оружје за рат, лов и кућне потребе, Тонга мушкарац одлази у брда и копа док не нађе гвоздену руду. Отопи је и од тако добијеног гвожђа прави секире, мотике и друге корисне справе. Он ложи дрва и прави ћумур за своју ковачницу. Његови мехови су направљени од животињске коже, а цеви су од глинених плочица, а наковањ и чекић су такође комади гвожђа које је добио. Он обликује, вари, и обавља све послове обичног ковача.“ 
Ови рани Банту досељеници су такође учествовали у трговини на локалитету Ингомбе Иледе (што се на чи-тонга језику преводи као "спавајућа крава" јер срушено дрво баобаба изгледа као да личи на краву) у јужној Замбији. Ингомбе Иледе је био један од најважнијих трговачких центара за владаре Великог Зимбабвеа, док су други били приморски градови попут Софале.
Роба којом се трговало у Ингомбе Иледеу обухватала је: тканине, перле, злато и наруквице. Неки од ових предмета потицали су из данашње јужне Демократске Републике Конго и Килва Кисиванија, док су други били чак из Индије, Кине и арапског света. Афричким трговцима су се касније придружили и Португалци у 16. веку.
Пропадање Великог Зимбабвеа, због све веће трговинске конкуренције из других краљевстава Каланга/ Шона, значило је крај Ингомбе Иледеа.

#### Друго насеље Банту
Друго масовно насеље Банту народа у Замбији било је од људи за које се верује да су кренули западном рутом миграције Бантуа кроз слив реке Конга. Ови Банту народи провели су већину свог постојања на подручју данашње Демократске Републике Конго и преци су већине модерних Замбијаца.
Луба-Лунда државе
Бемба, заједно са другим сродним групама као што су Ламба, Биса, Сенга, Каонде, Свака, Нкоја и Соли, чинили су саставни део Краљевине Луба у Упемба делу Демократске Републике Конго. Подручје које је заузимало Луба краљевство било је насељено првим земљорадницима и ковачима од 300-их година нове ере. Временом су ове заједнице научиле да користе мреже, харпуне, да праве кануе, чисте канале кроз мочваре и праве бране високе и до 2,5 метара.
Као резултат тога, развили су разноврсну привреду тргујући рибом, бакарним и гвозденим предметима и сољу за робу из других делова Африке као што је обала Свахили и, касније, португалска. Од ових заједница настала је Луба краљевина у 14. веку.
Краљевство Луба је било велико краљевство са централизованом владом и мањим независним поглаварствима. Имало је велике трговачке мреже које су повезивале шуме у сливу Конга и висоравни богате  минералима данашње провинције Бакарни појас у Замбији и протезале се од обале Атлантика до обале Индијског океана. Уметност је такође била веома цењена у краљевству, а занатлије су високо поштоване.
Књижевност краљевства Луба такође је била добро развијена. 
У истом региону Јужног Конга, народ Лунда је претворен у посебан део царства Луба и усвојио облике културе и управљања Луба и тако је постао царство Лунда на југу.  Краљеви Лунда су, међутим, остали одвојени и активно су ширили своју политичку и економску доминацију над регионом.
Лунда је, као и њена матична држава Луба, такође трговала са обе обале, Атлантским и Индијским океаном . Успоставила је трговачке путеве и иницирала директан контакт са европским трговцима жељним робља и шумских производа и контролишући регионалну трговину бакром, а насеља око језера Мверу регулисала су трговину са источне афричке обале.
Државе Луба-Лунда су на крају ослабиле због атлантске трговине робљем на западу и на истоку и ратова са отцепљеним фракцијама краљевстава. Чокве, група која је била веома повезана са Лувале народом и која је формирала издвојену државу Лунда, у почетку је страдала од европске потражње за робовима, али када се отцепила од државе Лунда, поражена претходна матична држава постала је озлоглашени трговац робљем, извозећи робове на обе обале. Чокве су на крају поражени од других етничких група и Португалаца.
Ова нестабилност је изазвала колапс Луба-Лунда држава и расељавање људи у различите делове Замбије из Демократске Републике Конго. Већина Замбијаца води своје порекло од Луба-Лунде и околних централноафричких држава.
Конфедерација Марави
1200-тих, пре оснивања држава Луба-Лунда, група Бантуа почела је да мигрира из слива реке Конга ка језеру Мверу, и затим се коначно настанила око језера Малави. Верује се да су ови мигранти били једна од група становника у области Упемба у Демократској Републици Конго. До 1400-их ове групе миграната које су заједнички назване Марави, међу којима је најистакнутији био народ Чева, почеле су да асимилирају друге Банту групе попут Тумбука.
Године 1480. Царство Марави је основао Калонга (главни поглавица Маравија) из клана Пхири, једног од главних кланова, а остали су били Банда, Мвале и Нкхома. Царство Марави се протезало од Индијског океана преко данашњег Мозамбика до Замбије и великих делова Малавија. Политичка организација Маравија је личила на Лубу и верује се да потиче одатле, примарни извоз Маравија била је слоновача која је транспортована Свахили трговцима.
Гвожђе се такође производило и извозило. 1590-их Португалци су настојали да преузму монопол над извозном трговином Маравија. Овај покушај је наишао на огорчење од стране Маравија из Лундуа који су ангажовали своје оружане снаге ВаЗимба. Они су опљачкали португалске трговачке градове Тете, Сену и разне друге градове.
Марави су пропадали због спорова о сукцесији унутар конфедерације, напада Нгонија и напада робова Јаоа народа.
Мономотапа царство и Мфекане
Како је Велики Зимбабве био у слабљењу, један од њених принчева, Ниатсимба Мутота, одвојио се од државе формирајући ново царство под називом Мономотапа (Мутапа). Титула Мвене Мутапа, што значи "разарач земаља", додељена је њему и наредним владарима.
Царство Мутапа је владало територијом између река Замбези и Лимпопо (река), на територији данашње Замбије, Зимбабвеа и Мозамбика, од 14. до 17. века. Царство Мутапа се претежно бавило трансконтиненталном трговином. Пре свега су извозили злато и слоновачу за свилу и керамику из Азије.
Као и у Маравију, и Мутапа је имала проблема са пристиглим португалским трговцима. Врхунац овог непријатног односа се догодио када су Португалци покушали да утичу на унутрашње ствари краљевства успостављањем тржишта у краљевству и претварањем становништва у хришћанство. Ова акција изазвала је огорчење муслимана ВаСвахили који су живели у престоници. Ово је Португалцима био изговор који су тражили да оправдају напад на краљевство и покушају да контролишу његове руднике злата и путеве слоноваче. Овај напад није успео јер су Португалци подлегли болести дуж реке Замбези.
Током 1600-их, унутрашњи спорови и грађански рат покренули су пропадање Мутапе. Ослабљено краљевство су коначно освојили Португалци и на крају су га преузеле ривалске државе Шона.
Џулијан Кобинг претпоставља да су присуство раних европских трговаца робљем и покушаји контроле ресурса у различитим деловима Африке која говори Банту изазвали постепену милитаризацију народа у региону. Ово се може приметити код Маравијевих ВаЗимба ратника који су, када су једном победили Португалце, после тога остали прилично милитаристички расположени.
Присуство Португалаца у региону такође је било главни разлог за оснивање Розви царства, отцепљене државе Мутапа. Владар Розвија, Чангамире Домбо, постао је један од најмоћнијих лидера у историји јужне централне Африке. Под његовим вођством, Розви су победили Португалце и протерали их са њихових трговачких места дуж реке Замбези.
Али можда је најистакнутији пример ове повећане милитаризације био успон Зулуа под вођством Шаке Зулу. Притисци енглеских колонијалиста у покрајини Кејп и повећана милитаризација Зулуа довели су до Мфеканеа (сламања). Зулу су се ширили асимилацијом жена и деце из племена која су поразили, ако су мушкарци ових Нгуни племена избегли покољ, користили су војну тактику Зулуа да нападну друге групе. 
Ово је изазвало масовна расељавања, ратове и нападе широм јужне, централне и источне Африке, док су племена Нгуни или Нгони пробијала пут широм региона. Пристигли Нгуни под вођством Звагендабе прешли су реку Замбези крећући се ка северу. Нгони су били последњи ударац ионако ослабљеној Марави империји. Многи Нгуни су се на крају населили око данашње Замбије, Малавија, Мозамбика и Танзаније и асимиловали се у суседна племена. 
У западном делу Замбије, друга јужноафричка група Сото-Цвана наслеђа под називом Кололо успела је да освоји локално становништво који су били мигранти из пропалих држава Луба и Лунда. Кололо језик је био наметнут Лујани све док се Лујана није побунила и збацила Кололо, али до тада је језик Лујана у великој мери заборављен и појавио се нови хибридни језик, СиЛози, који су почели да се називају Лози.
До касног 19. века, већина различитих народа Замбије основана је на њиховим садашњим подручјима.

## Колонијални период
Године 1888, Сесил Роудс, који је предводио британске комерцијалне и политичке интересе у Централној Африци, добио је концесије за права на минералне руде од локалних поглавара. Исте године, Северна и Јужна Родезија, сада Замбија и Зимбабве, проглашене су британском сфером утицаја. У почетку, територијом је управљала Роудсова британска јужноафричка компанија, која је показала мало интересовања за покрајину и користила је углавном као извор радне снаге.
Најважнији фактор у економији колоније био је бакар, за чије откриће је делимично заслужан амерички извиђач, Фредерик Расел Бернам, који је 1895. водио и надгледао огромну експедицију компаније за истраживање северних територија и која је утврдила да у Централној Африци постоје велика налазишта бакра. Дуж реке Кафуе у тадашњој Северној Родезији, Бернам је видео много сличности са налазиштима бакра на којима је радио у Сједињеним Државама, и срео је домородце који су носили бакарне наруквице.
Године 1923. британска влада је одлучила да не обнавља повељу компаније. Као резултат тога, Јужна Родезија је формално припојена и добила је самоуправу 1923. Након преговора, управа Северне Родезије је 1924. пренета Британској колонијалној канцеларији као протекторат, са Ливингстоном као главним градом. Престоница је 1935. пренета у Лусаку.  Основан је Законодавни савет, од којих је пет чланова бирала мала европска мањина (само 4.000 људи), али ниједног афричко становништво.
Године 1928. откривена су огромна налазишта бакра у региону који је тада постао познат као Бакарни појас. Ово је трансформисало Северну Родезију из потенцијалне земље колонизације белих фармера у извозника бакра. До 1938. земља је производила 13% светске експлоатације бакра.
Лоша сигурност и повећани порези изазвали су штрајк афричких рудара 1935. такође познат као штрајк бакарног појаса. Власти су угушиле штрајк, а шест рудара је погинуло.
Током Другог светског рата, бели рудари су ступили у штрајк 1940. Схватајући значај својих производа за рат, тражили су веће плате. Овај штрајк пратио је још један штрајк афричких радника рудника.
И пре рата се разговарало о спајању две Родезије, али су британске власти тај процес зауставиле. Коначно, 1953. године, обе Родезије су спојене са Њасалендом (сада Малави) да би се формирала Централноафричка федерација. Северна Родезија је била центар великог дела превирања и криза које су задесиле федерацију последњих година. У сржи контроверзе били су упорни афрички захтеви за већим учешћем у влади и европски страх од губитка политичке контроле.
Двостепени избори одржани у октобру и децембру 1962. резултирали су афричком већином у законодавном већу и нелагодном коалицијом између две афричке националистичке партије. Савет је усвојио резолуције којима се позива на отцепљење Северне Родезије из федерације и захтева пуна унутрашња самоуправа према новом уставу и нова национална скупштина заснована на широј, демократскијој франшизи. 31. децембра 1963. федерација је распуштена, а Северна Родезија је 24. октобра 1964. постала Република Замбија .

## Независност
Током стицања независности, упркос значајном рудном богатству, Замбија се суочила са великим изазовима. На домаћем плану, било је мало обучених и образованих Замбијаца способних да воде владу, а привреда је у великој мери зависила од стране експертизе. Већина суседних земаља Замбије су још увек биле колоније или под влашћу беле мањине.
Уједињена национална партија независности (УНПН) победила је на изборима пре независности, добивши 55 од 75 места. Замбијски Афрички национални конгрес освојио је 10 места, а Национална прогресивна партија свих 10 места резервисаних за белце. Кенет Каунда је изабран за премијера, а касније исте године и за председника, пошто је земља усвојила председнички систем.
Каунда је усвојио идеологију афричког социјализма, блиску оној Џулијуса Њеререа у Танзанији. Економске политике су се фокусирале на централно планирање и национализацију, а успостављен је систем једнопартијске владавине.

### Ка једнопартијској владавини
1968. Каунда је поново изабран за председника. Током наредних година, Замбија је усвојила једнопартијски систем. Године 1972. забрањене су све политичке странке осим УНПН-а, а то је формализовано новим уставом који је усвојен 1973. године. Устав је уобличио систем назван „једнопартијска партиципативна демократија“, што је у пракси значило да је УНПН постао једини политички фактор у земљи. Он је предвиђао снажног председника и једнодомну Народну скупштину. Националну политику формулисао је Централни комитет УНПН-а. Кабинет је спроводио политику централног комитета. На парламентарним изборима, само кандидатима који се кандидују за УНПН било је дозвољено да учествују. На председничким изборима, једини кандидат коме је било дозвољено да се кандидује био је онај који је изабран за председника УНПН-а на генералној конференцији странке. На овај начин Каунда је поново изабран без противљења 1973, 1978, 1983. и 1988. године.
То, међутим, није значило да није било неслагања око наметања једнопартијске владавине у земљи или унутар УНПН-а. Силвестер Мвамба Чизембеле, који је био министар у кабинету за западну провинцију, заједно са лидерима УНПН-а из 7 од 8 провинција основао је Комитет од 14 чланова. Циљ Комитета 14 који се састојао од по два лидера из сваке од 7 провинција био је успостављање демократски изабраног савета од два лидера из сваке покрајине који ће владати земљом консензусом са председником као шефом државе. Да је то постигнуто, то би значило укидање апсолутне власти председника Каунде. Комитет 14 је присуствовао састанку у Државном дому на којем је председник Каунда пристао да размотри њихове предлоге. Међутим, касније је забранио Комитет 14 и ову акцију је пратила суспензија Силвестера Чизембелеа, и неколико лидера је смењено. Чизембеле се касније поново придружио кабинету као министар за источну провинцију, а две године касније, 1977. године, пребачен је на исту функцију у провинцију Бакарни појас, где је политичка ситуација била напета, посебно због предстојећих општих избора. Сајмон М. Капвепве и Хари Мванга Нкумбула, који су, пре проглашења једнопартијске државе, били лидери две мање политичке партије, придружили су се УНПН-у са намером да се боре за председника. Међутим, њихов покушај да изазову председника Каунду за председника је пропао јер су обојица спречени и дисквалификовани манипулацијама председника Каунде. Сајмон Капвепве и Хари Нкумбула оспорили су избор председника Каунде 1978. године на Вишем суду, али није изненађујуће да је њихова акција била неуспешна.

### Економија и криза бакра
Након независности, Замбија је усвојила левичарску економску политику. Привреда је донекле вођена централним планирањем у оквиру петогодишњих планова. Приватне компаније су национализоване и укључене у велике државне конгломерате. Циљ владе је био да буде самодовољна, што је настојала да постигне кроз супституцију увоза. У почетку је план функционисао и економија је стално расла. Међутим, средином 1970-их привреда је почела драстично да опада. У периоду између 1975. и 1990. године привреда Замбије је опала за приближно 30%.

### Спољна политика
На међународном плану, Замбија је активно подржавала покрете као што су Национална унија за потпуну независност Анголе током рата за независност и током грађанског рата који је уследио, Афрички народни савет Зимбабвеа у Јужној Родезији и Афрички национални конгрес у њиховој борби против апартхејда у Јужноафричкој Републици и Југозападноафричку народну организацију  у њиховој борби за независност Намибије. Замбија је такође била домаћин неких покрета. То је резултирало безбедносним проблемима, пошто су Јужна Африка и Јужна Родезија у неколико наврата извршиле рације на циљеве унутар Замбије.
Родезијски грађански рат проширио се на Замбију након што су побуњеници Народне револуционарне армије Зимбабвеа оборили два цивилна авиона 1978. и 1979. године. У знак одмазде Родезијско ваздухопловство напало је герилску базу на фарми Вестландс у близини Лусаке у октобру 1978. године, упозоравајући замбијске снаге путем радија да се не мешају.
Сукоби са Родезијом довели су до затварања граница Замбије са том земљом и озбиљних проблема у међународном транспорту и снабдевању електричном енергијом. Међутим, хидроелектрана Кариба на реци Замбези је обезбедила довољан капацитет да задовољи потребе земље за електричном енергијом. ТАЗАРА, пруга до танзанијске луке Дар ес Салам, изграђена уз кинеску помоћ, смањила је зависност Замбије од железничке линије на југ до Јужне Африке и на запад кроз све више ратом разорену Анголу.
Грађански сукоби у суседном Мозамбику и Анголи довели су до великог броја избеглица, од којих су многе побегле у Замбију.
На међународном плану, Замбија је била активна чланица Покрета несврстаних и била је домаћин самита у Лусаки 1970. Кенет Каунда је био председник покрета 1970–1973. Међу државама Покрета, Замбија је била посебно блиска Југославији. Изван Покрета Замбија је такође имала блиске односе са Народном Републиком Кином.

## Вишепартијска демократија

### Крај владавине једне партије
Владавина једне странке и опадање економије изазвали су разочарење међу људима. Неколико штрајкова погодило је земљу 1981. Влада је одговорила хапшењем неколико синдикалних лидера, међу којима је и Фредерик Чилуба. 1986. и 1987. поново су настали протести у Лусаки и Бакарном појасу. Након њих уследили су нереди због поскупљења хране 1990. године, у којима је погинуло најмање 30 људи. Исте године, државни радио је тврдио да је Каунда с дужности уклонила војска. То није било тачно, а покушај државног удара у Замбији 1990. је пропао.
Ови опсежни протести навели су Каунду да схвати потребу за реформом. Обећао је референдум о вишестраначкој демократији и укинуо забрану политичких партија. То је резултирало брзим формирањем једанаест нових партија. Међу њима јеПокрет за вишепартијску демократију, на челу са бившим синдикалним лидером Фредериком Чилубом, био најважнији. Након притиска нових партија, референдум је отказан у корист директних вишестраначких избора.

### Фредерик Чилуба и Покрет за вишепартијску демократију
Након израде новог устава, одржани су избори 1991. године. Сматрало се да су они били слободни и поштени, а Чилуба је освојио 76% председничких гласова, а Покрет 125 од 150 места у Народној скупштини, док је УНПН освојио преосталих 25.
Уз подршку Међународног монетарног фонда и Светске банке, којој је Замбија била у великој мери задужена, Чилуба је либерализовао привреду ограничавањем мешања владе, поновном приватизацијом државних предузећа, као што је важна рударска индустрија бакра, и укидањем субвенција за разне производе, највише за кукурузно брашно.
Када је једна партијска владавина први пут укинута 1991. године, многи су очекивали демократскију будућност Замбије. Ова очекивања су, међутим, била помућена односом Покрета за вишепартијску демократију према опозицији. Неке упитне измене устава и притварања политичких противника изазвали су велике критике, а неке земље донатори, односно Велика Британија и Данска, повукле су своју помоћ.

#### Државни удари и ванредни случајеви
Године 1993, новине у власништву владе, Тајмс оф Замбија, објавиле су причу о тајном плану УНПН-а да преузме контролу над владом неуставним средствима, названом "План нулте опције". Влада је одговорила тако што је прогласила ванредно стање и затворила 26 особа. Од њих седморо, укључујући сина Кенета Каунде , Везија Каунду, оптужено је за кривична дела против безбедности државе. Остали су пуштени.
Пре избора 1996. УНПН је формирао савез са шест других опозиционих партија. Кенет Каунда се раније повукао из политике, али се након унутрашњих турбуленција у странци због скандала „План нулте опције“ вратио, заменивши свог наследника Кебија Мусокотванеа. Чилубина влада је потом изменила устав, забранивши људима чији родитељи нису обоје држављани Замбије да постану председници. Ово је било директно усмерено на Каунду, чији су родитељи оба из Малавија. У знак протеста УНПН и његови савезници бојкотовали су изборе, на којима су тада лако победили Чилуба и његов Покрет за вишепартијску демократију.
Године 1997. ствар је ескалирала. 28. октобра дошло је до покушаја државног удара, пошто је група војних команданата преузела контролу над националном радио станицом, емитујући поруку у којој се наводи да Чилуба више није председник. Пуч су окончале регуларне снаге, након што је Чилуба поново прогласио ванредно стање. Током акције погинула је једна особа. Након неуспелог пуча, полиција је ухапсила најмање 84 особе оптужене за умешаност. Међу њима су били Кенет Каунда и Дин Мунгомба, лидер опозиционе странке Демократски конгрес Замбије. Хапшења су осуђивана и критикована као незаконита како у Замбији тако и ван ње, а изнете су и оптужбе за мучење. Каунда је ослобођен у јуну следеће године, али је 44 војника који су учествовали у пучу осуђено на смрт 2003. године.

### Избори 2001
Пре избора 2001. године, Чилуба је покушао да промени устав како би могао да се кандидује за трећи мандат. Био је приморан да одступи од ове тачке након протеста унутар странке, као и јавности Замбије. Поднео је оставку након великих јавних протеста. Његов наследник је био Леви Патрик Мванаваса.

### После 2008
Од 2011. до 2014. председник Замбије је био Мајкл Сата, све до смрти 28. октобра 2014. Био је други замбијски лидер који је умро на функцији након Левија Мванавасе 2008. Рупија Банда је био председник Замбије након смрти Мванавасе од 2008. до 2011. године. Изгубио је изборе од Мајкла Сате 2011. Након Сатине смрти, потпредседник Гај Скот, Замбијац шкотског порекла, постао је вршилац дужности председника Замбије. Дана 24. јануара 2015, објављено је да је Едгар Чагва Лунгу победио на изборима да постане 6. председник у тешкој трци. На општим изборима у Замбији у августу 2016, председник Едгар Лунгу победио је на реизбору тесно у првом кругу избора. Опозиција је имала оптужбе за превару, а владајући Патриотски фронт је одбацио наводе опозиционе странке.
На председничким изборима у августу 2021, опозициони лидер Хакаинде Хичилема је убедљиво победио актуелног председника Едгара Лунгуа. Дана 24. августа 2021, Хакаинде Хичилема је положио заклетву као нови председник Замбије.

### На енглеском језику
- Prime Minister of Zambia
- History of Southern Africa
- Kazembe
- List of presidents of Zambia
- Monuments and Historic Sites of Zambia
- Politics of Zambia
- Lusaka history and timeline